# Velloziaceae
Velloziaceae é uma família de angiospermas monocotiledôneas nativas e não endêmicas do Brasil. Ela pertence à ordem Pandanales, possuindo cerca de 250 espécies divididas em sete gêneros: Acanthochlamys, Barbacenia, Barbaceniopsis, Nanuza, Talbotia, Vellozia e Xerophyta. Entre as espécies de Velloziaceae, a maioria ocorre na região neotropical, estando concentradas nos campos rupestres do Brasil, enquanto o restante está distribuído entre África, península arábica e China, as duas últimas com apenas uma espécie cada.
Entre as espécies de Vellozia, destaca-se Vellozia squamata, popularmente conhecida como canela-de-ema, um arbusto com importância medicinal, podendo ser usada como anti-inflamatório, e importância ornamental.

## Lista de espécies brasileiras
No Brasil, ocorrem apenas os gêneros Vellozia e Barbacenia, com as seguintes espécies:
- Barbacenia andersonii L.B.Sm. & Ayensu

- Barbacenia aurea L.B.Sm. & Ayensu
- Barbacenia bahiana L.B.Sm.

- Barbacenia beauverdii Damazio
- Barbacenia bishopii L.B.Sm.
- Barbacenia blackii L.B.Sm.
- Barbacenia blanchetii Goethart & Henrard
- Barbacenia brachycalyx Goethart & Henrard
- Barbacenia brasiliensis Willd.
- Barbacenia brevifolia Taub.
- Barbacenia burlemarxii L.B.Sm. & Ayensu
- Barbacenia celiae Maguire
- Barbacenia chlorantha L.B.Sm. & Ayensu
- Barbacenia coccinea Mart. ex Schult. & Schult.f.
- Barbacenia contasana L.B.Sm. & Ayensu
- Barbacenia culta L.B.Sm. & Ayensu
- Barbacenia curviflora Goethart & Henrard
- Barbacenia cyananthera L.B.Sm. & Ayensu
- Barbacenia cylindrica L.B.Sm. & Ayensu
- Barbacenia damaziana Beauverd
- Barbacenia delicatula L.B.Sm. & Ayensu
- Barbacenia ensifolia Mart. ex Schult. & Schult.f.
- Barbacenia exscapa Mart.
- Barbacenia fanniae (N.L.Menezes) Mello-Silva
- Barbacenia filamentifera L.B.Sm. & Ayensu
- Barbacenia flava Mart. ex Schult. & Schult.f.
- Barbacenia flavida Goethart & Henrard
- Barbacenia foliosa Goethart & Henrard
- Barbacenia fulva Goethart & Henrard
- Barbacenia gardneri Seub.
- Barbacenia gaveensis Goethart & Henrard
- Barbacenia gentianoides Taub. ex Goethart & Henrard
- Barbacenia glabra Goethart & Henrard
- Barbacenia glauca Mart. ex Schult. & Schult.f.
- Barbacenia glaziovii Goethart & Henrard
- Barbacenia globata Goethart & Henrard
- Barbacenia glutinosa Goethart & Henrard
- Barbacenia goethartii Henrard
- Barbacenia gounelleana Beauverd
- Barbacenia graciliflora L.B.Sm.
- Barbacenia graminifolia L.B.Sm.
- Barbacenia grisea L.B.Sm.
- Barbacenia hatschbachii L.B.Sm. & Ayensu
- Barbacenia hilairei Goethart & Henrard
- Barbacenia hirtiflora Goethart & Henrard
- Barbacenia ignea Mart. ex Schult. & Schult.f.
- Barbacenia involucrata L.B.Sm.
- Barbacenia irwiniana L.B.Sm.
- Barbacenia itabirensis Goethart & Henrard
- Barbacenia latifolia L.B.Sm. & Ayensu
- Barbacenia leucopoda L.B.Sm.
- Barbacenia lilacina Goethart & Henrard
- Barbacenia lilacina Goethart & Henrard var. lilacina
- Barbacenia lilacina var. pallidiflora Henrard
- Barbacenia longiflora Mart.
- Barbacenia longiscapa Goethart & Henrard
- Barbacenia luzulifolia Mart. ex Schult. & Schult.f.
- Barbacenia lymansmithii Mello-Silva & N.L.Menezes
- Barbacenia macrantha Lem.
- Barbacenia mantiqueirae Goethart & Henrard
- Barbacenia markgrafii Schulze-Menz
- Barbacenia minima L.B.Sm. & Ayensu
- Barbacenia mollis Goethart & Henrard
- Barbacenia mollis Goethart & Henrard var. mollis
- Barbacenia mollis var. microphylla L.B.Sm.
- Barbacenia nana L.B.Sm. & Ayensu
- Barbacenia nanuzae L.B.Sm. & Ayensu
- Barbacenia nigrimarginata L.B.Sm.
- Barbacenia oxytepala Goethart & Henrard
- Barbacenia pabstiana L.B.Sm. & Ayensu
- Barbacenia pallida L.B.Sm. & Ayensu
- Barbacenia paranaensis L.B.Sm.
- Barbacenia piranga Mello-Silva
- Barbacenia plantaginea L.B.Sm.
- Barbacenia polyantha Goethart & Henrard
- Barbacenia pulverulenta L.B.Sm. & Ayensu
- Barbacenia pungens (N.L.Menezes & Semir) Mello-Silva
- Barbacenia purpurea Hook.
- Barbacenia rectifolia L.B.Sm. & Ayensu
- Barbacenia reflexa L.B.Sm. & Ayensu
- Barbacenia regis L.B.Sm.
- Barbacenia riedeliana Goethart & Henrard
- Barbacenia riparia (N.L.Menezes & Mello-Silva) Mello-Silva
- Barbacenia rodriguesii (N.L.Menezes & Semir) Mello-Silva
- Barbacenia rogieri T.Moore & Ayres
- Barbacenia rubra L.B.Sm. Barbacenia rubrovirens Mart.
- Barbacenia saxicola L.B.Sm. & Ayensu
- Barbacenia schidigera Lem.
- Barbacenia schwackei Goethart & Henrard
- Barbacenia sellowii Goethart & Henrard
- Barbacenia serracabralea Mello-Silva
- Barbacenia sessiliflora L.B.Sm.
- Barbacenia seubertiana Goethart & Henrard
- Barbacenia spectabilis L.B.Sm. & Ayensu
- Barbacenia spiralis L.B.Sm. & Ayensu
- Barbacenia squamata Herb.
- Barbacenia stenophylla Goethart & Henrard
- Barbacenia tomentosa Mart.
- Barbacenia trigona Goethart & Henrard
- Barbacenia tuba Mello-Silva
- Barbacenia umbrosa L.B.Sm. & Ayensu
- Barbacenia vandellii Pohl ex Seub.
- Barbacenia vellozioides Mello-Silva
- Barbacenia williamsii L.B.Sm. Vellozia abietina Mart.
- Vellozia alata L.B.Sm.
- Vellozia albiflora Pohl
- Vellozia aloifolia Mart.
- Vellozia alutacea Pohl
- Vellozia angustifolia Goethart & Henrard
- Vellozia armata Mello-Silva
- Vellozia asperula Mart.
- Vellozia auriculata Mello-Silva & N.L.Menezes
- Vellozia bahiana L.B.Sm. & Ayensu
- Vellozia barbaceniifolia Seub.
- Vellozia barbata Goethart & Henrard
- Vellozia bicarinata L.B.Sm. & Ayensu
- Vellozia blanchetiana L.B.Sm.
- Vellozia brachypoda L.B.Sm. & Ayensu
- Vellozia bradei Schulze-Menz
- Vellozia brevifolia Seub.
- Vellozia breviscapa Mart. ex Schult. & Schult.f.
- Vellozia bulbosa L.B.Sm.
- Vellozia caespitosa L.B.Sm. & Ayensu
- Vellozia candida J.C.Mikan
- Vellozia canelinha Mello-Silva
- Vellozia capiticola L.B.Sm.
- Vellozia caput-ardeae L.B.Sm. & Ayensu
- Vellozia caruncularis Mart. ex Seub.
- Vellozia caudata Mello-Silva
- Vellozia ciliata L.B.Sm.
- Vellozia cinerascens (Mart. ex Schult. & Schult.f.) Mart. ex Seub.
- Vellozia compacta Mart. ex Schult. & Schult.f.
- Vellozia costata L.B.Sm. & Ayensu
- Vellozia crinita Goethart & Henrard
- Vellozia cryptantha Seub.
- Vellozia dasypus Seub.
- Vellozia decidua L.B.Sm. & Ayensu
- Vellozia declinans Goethart & Henrard
- Vellozia echinata Goethart & Henrard
- Vellozia epidendroides Mart. ex Schult. & Schult.f.
- Vellozia everaldoi N.L.Meneezs
- Vellozia exilis Goethart & Henrard
- Vellozia fibrosa Goethart & Henrard
- Vellozia filifolia (L.B.Sm.) Mello-Silva
- Vellozia fimbriata Goethart & Henrard
- Vellozia froesii L.B.Sm.
- Vellozia fruticosa L.B.Sm.
- Vellozia furcata L.B.Sm. & Ayensu
- Vellozia geotegens L.B.Sm. & Ayensu
- Vellozia gigantea N.L.Menezes & Mello-Silva
- Vellozia giuliettiae N.L.Menezes & Mello-Silva
- Vellozia glabra J.C.Mikan Vellozia glandulifera Goethart & Henrard
- Vellozia glauca Pohl
- Vellozia glochidea Pohl
- Vellozia goiasensis L.B.Sm.
- Vellozia graminea Pohl
- Vellozia graomogolensis L.B.Sm.
- Vellozia grisea Goethart & Henrard
- Vellozia gurkenii L.B.Sm.
- Vellozia hatschbachii L.B.Sm. & Ayensu
- Vellozia hemisphaerica Seub.
- Vellozia hirsuta Goethart & Henrard
- Vellozia hypoxoides L.B.Sm.
- Vellozia intermedia Seub.
- Vellozia jolyi L.B.Sm.
- Vellozia laevis L.B.Sm.
- Vellozia lilacina L.B.Sm. & Ayensu
- Vellozia linearis Mello-Silva
- Vellozia luteola Mello-Silva & N.L.Menezes
- Vellozia marcescens L.B.Sm.
- Vellozia maxillarioides L.B.Sm.
- Vellozia metzgerae L.B.Sm.
- Vellozia minima Pohl
- Vellozia nanuzae L.B.Sm. & Ayensu
- Vellozia nivea L.B.Sm. & Ayensu
- Vellozia nuda L.B.Sm. & Ayensu
- Vellozia obtecta Mello-Silva
- Vellozia ornata Mart. ex Schult. & Schult.f.
- Vellozia ornithophila Mello-Silva
- Vellozia patens L.B.Sm. & Ayensu
- Vellozia peripherica Mello-Silva
- Vellozia pilosa Goethart & Henrard
- Vellozia piresiana L.B.Sm. Vellozia plicata Mart.
- Vellozia prolifera Mello-Silva
- Vellozia pterocarpa L.B.Sm. & Ayensu
- Vellozia pulchra L.B.Sm.
- Vellozia pumila Goethart & Henrard
- Vellozia punctulata Seub.
- Vellozia pusilla Pohl
- Vellozia ramosissima L.B.Sm.
- Vellozia religiosa Mello-Silva & D.Sasaki
- Vellozia resinosa Mart. ex Schult. & Schult.f.
- Vellozia scabrosa L.B.Sm. & Ayensu
- Vellozia sellowii Seub.
- Vellozia semirii Mello-Silva & N.L.Menezes
- Vellozia sessilis L.B.Sm. ex Mello-Silva
- Vellozia seubertiana Goethart & Henrard
- Vellozia sincorana L.B.Sm. & Ayensu
- Vellozia spiralis L.B.Sm.
- Vellozia squalida Mart. ex Schult. & Schult.f.
- Vellozia squamata Pohl
- Vellozia stellata L.B.Sm. & Ayensu
- Vellozia stenocarpa Mello-Silva
- Vellozia stipitata L.B.Sm. & Ayensu
- Vellozia strangii L.B.Sm. ex Mello-Silva
- Vellozia streptophylla L.B.Sm.
- Vellozia subalata L.B.Sm. & Ayensu
- Vellozia subscabra J.C.Mikan
- Vellozia sulphurea Pohl
- Vellozia swallenii L.B.Sm.
- Vellozia taxifolia (Mart. ex Schult. & Schult.f.) Mart. ex Seub.
- Vellozia teres L.B.Sm. & Ayensu
- Vellozia tillandsioides Mello-Silva
- Vellozia tomeana L.B.Sm. & Ayensu
- Vellozia tomentosa Pohl
- Vellozia torquata L.B.Sm. & Ayensu
- Vellozia tragacantha (Mart. ex Schult. & Schult.f.) Mart. ex Seub.
- Vellozia tubiflora (A.Rich.) Kunth
- Vellozia variabilis Mart. ex Schult. & Schult.f.
- Vellozia variegata Goethart & Henrard
- Vellozia viannae L.B.Sm.
- Vellozia wasshausenii L.B.Sm.

## Domínios e estados de ocorrência no Brasil

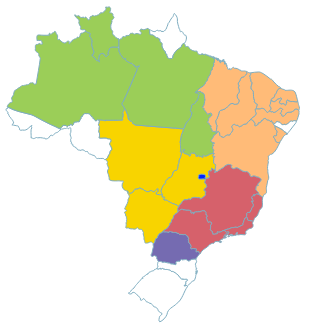
Distribuição de espécies de Velloziaceae entre os estados do Brasil

No Brasil, são encontrados apenas os gêneros Vellozia e Barbacenia, com a família ocorrendo nas regiões Norte (Amazonas, Pará, Roraima, Tocantins), Nordeste (Bahia, Ceará, Maranhão, Paraíba, Pernambuco, Piauí, Rio Grande do Norte, Sergipe), Centro-Oeste (Distrito Federal, Goiás, Mato Grosso do Sul, Mato Grosso), Sudeste (Espirito Santo, Minas Gerais, Rio de Janeiro, São Paulo) e Sul (Paraná), além dos domínios fitogeográficos Amazônia, Caatinga, Cerrado e Mata Atlântica.
O gênero Vellozia apresenta cerca de 121 espécies, distribuídas pelos estados de Roraima (1 espécie), Pará (4 espécies), Tocantins (6 espécies), Amazonas (1 espécie), Bahia (23 espécies), Ceará (1 espécie), Maranhão (1 espécie), Paraíba (1 espécie), Pernambuco (2 espécies), Piauí (4 espécies), Rio Grande do Norte (1 espécie), Sergipe (1 espécie), Distrito Federal (5 espécies), Goiás (14 espécies), Mato Grosso do Sul (1 espécie), Mato Grosso (5 espécies), Espirito Santo (5 espécies), Minas Gerais (95 espécies), Rio de Janeiro (4 espécies) e São Paulo (5 espécies).
O gênero Barbacenia possui cerca de 100 espécies, ocorrendo apenas nos estados de Roraima (1 espécie), Piauí (1 espécie), Bahia (8 espécies), Goiás (6 espécies), Mato Grosso do Sul (1 espécie), São Paulo (4 espécies), Minas Gerais (73 espécies), Espirito Santo (5 espécies), Rio de Janeiro (9 espécies) e Paraná (1 espécie).
Entre os estados, Minas Gerais é o que apresenta maior diversidade, com cerca de 170 espécies, localizadas, sobretudo, na região da Serra do Cipó e Planalto de Diamantina, onde se concentram em formações de quartzito, estando restritas aos topos de morros.

## Morfologia
As plantas da família Velloziaceae são em sua maioria litófitas, incluindo formas perenes, às vezes arbustivas.

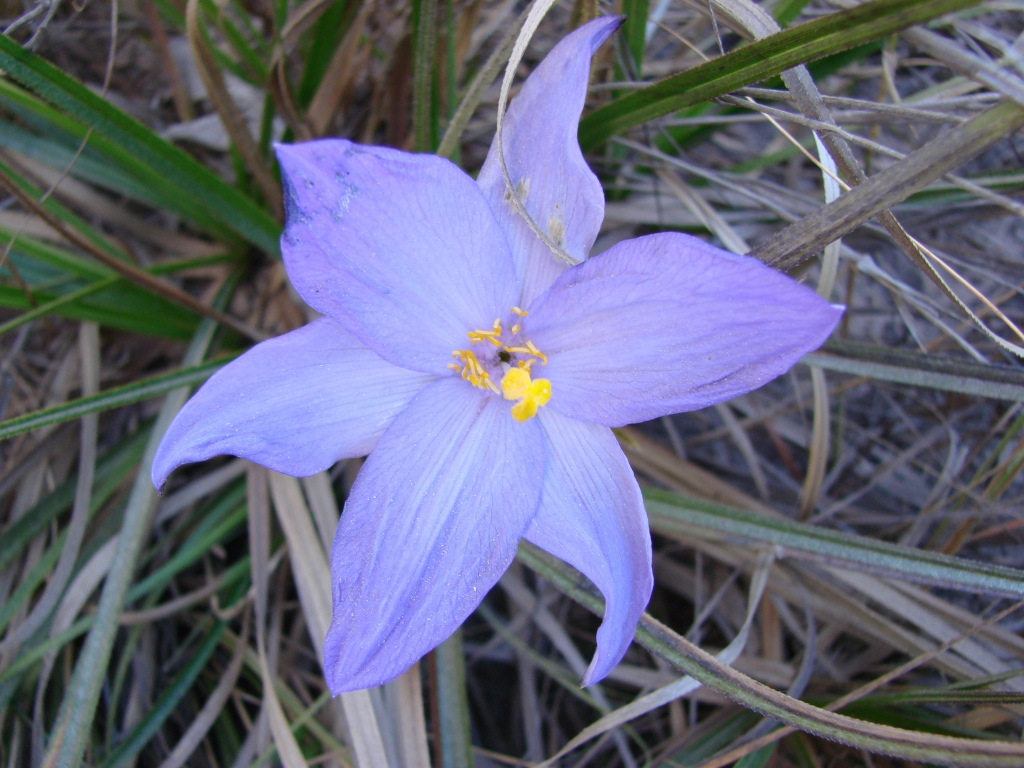
Vellozia angustifolia

O caule é simples ou bifurcado, variando de três a seis centímetros, envolvido por folhas trísticas (dispostas em três séries ou fileiras) ou espirotrísticas (espiralam ao redor do caule), paralelinérveas, que ficam agrupadas no ápice dos ramos.
A inflorescência é do tipo uniflora, mas pode ocorrer multiflora, e as flores são, em sua maioria, bissexuadas (possuem ambas as estruturas reprodutivas masculinas e femininas) e com simetria actinomorfa. O cálice e a corola são trímeros e geralmente estão unidos entre si, há seis ou mais estames (normalmente 18), com ou sem filete e anteras basifixas ou dorsifixas. A cor das flores pode variar entre violeta, branco, verde, amarelo, rosa e vermelho.
O ovário é trilocular e ínfero, com 3 estigmas apicais ou subapicais, lineares, elípticos ou orbiculares.

## Relações filogenéticas
As relações filogenéticas de Velloziaceae têm sido alvo de muitas controvérsias ao longo do tempo, devido principalmente à dificuldade dos pesquisadores em delimitarem características para a separação dos grupos. Essa dificuldade se reflete nas diferentes famílias com as quais Velloziaceae já foi tida como próxima, entre elas Hypoxidaceae, Amaryllidaceae, Haemodoraceae e Bromeliaceae.  Porém, trabalhos recentes, baseados em dados moleculares e morfológicos, agruparam a família dentro da ordem Pandanales, juntamente com as famílias Cyclanthaceae, Pandanaceae, Stemonaceae e Triuridaceae, e a apontaram como grupo basal.                 
A filogenia dos gêneros de Velloziaceae ainda é pouco entendida, variando entre os autores. Na classificação do Angiosperm Phylogeny Website (APG), o gênero Barbacenia é parafilético, com a subfamília Barbacenioideae sendo considerada monofilética, e o gênero Acanthochlamys grupo-irmão dos outros gêneros da família.

## Gêneros
De acordo com o sistema de classificação filogenético Angiosperm Phylogeny Website, possui os seguintes gêneros:
- Acanthochlamys P.C.Kao
- Barbacenia Vand.
- Barbaceniopsis L.B.Sm.
- Nanuza L.B.Sm. & Ayensu
- Talbotia Balf.
- Vellozia Vand.
- Xerophyta Juss.

## Galeria
Vellozia

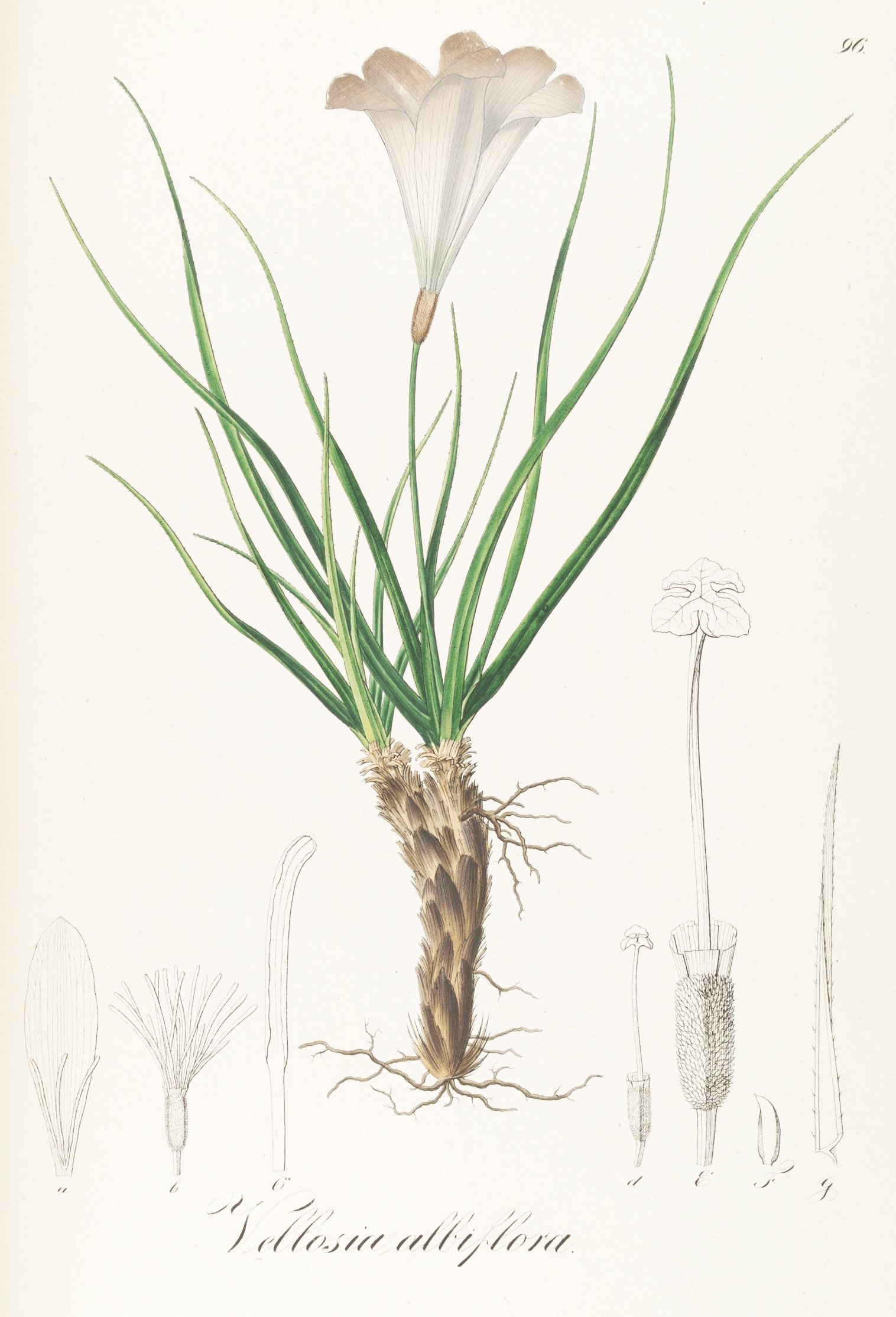
Vellozia albiflora
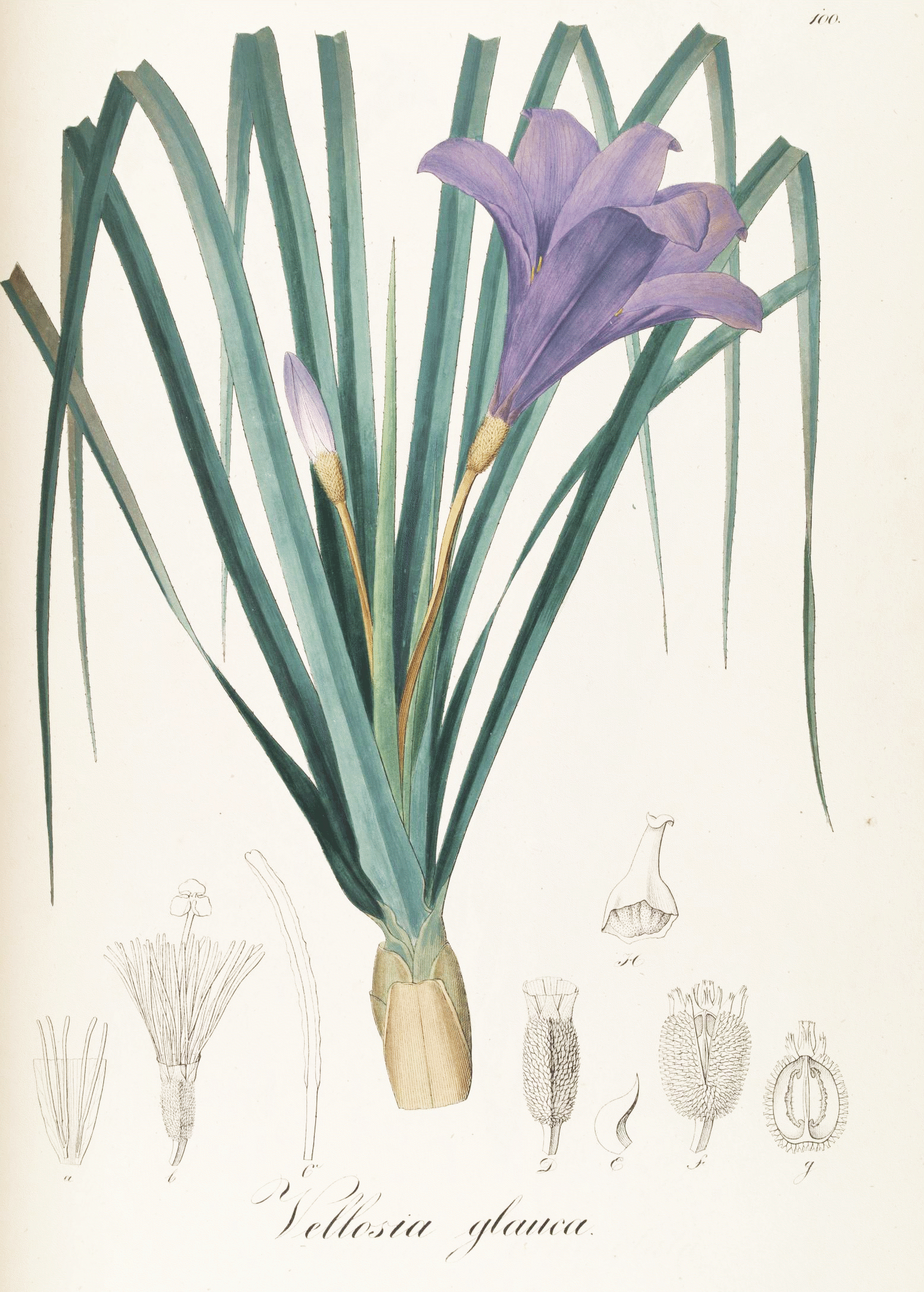
Vellozia glauca
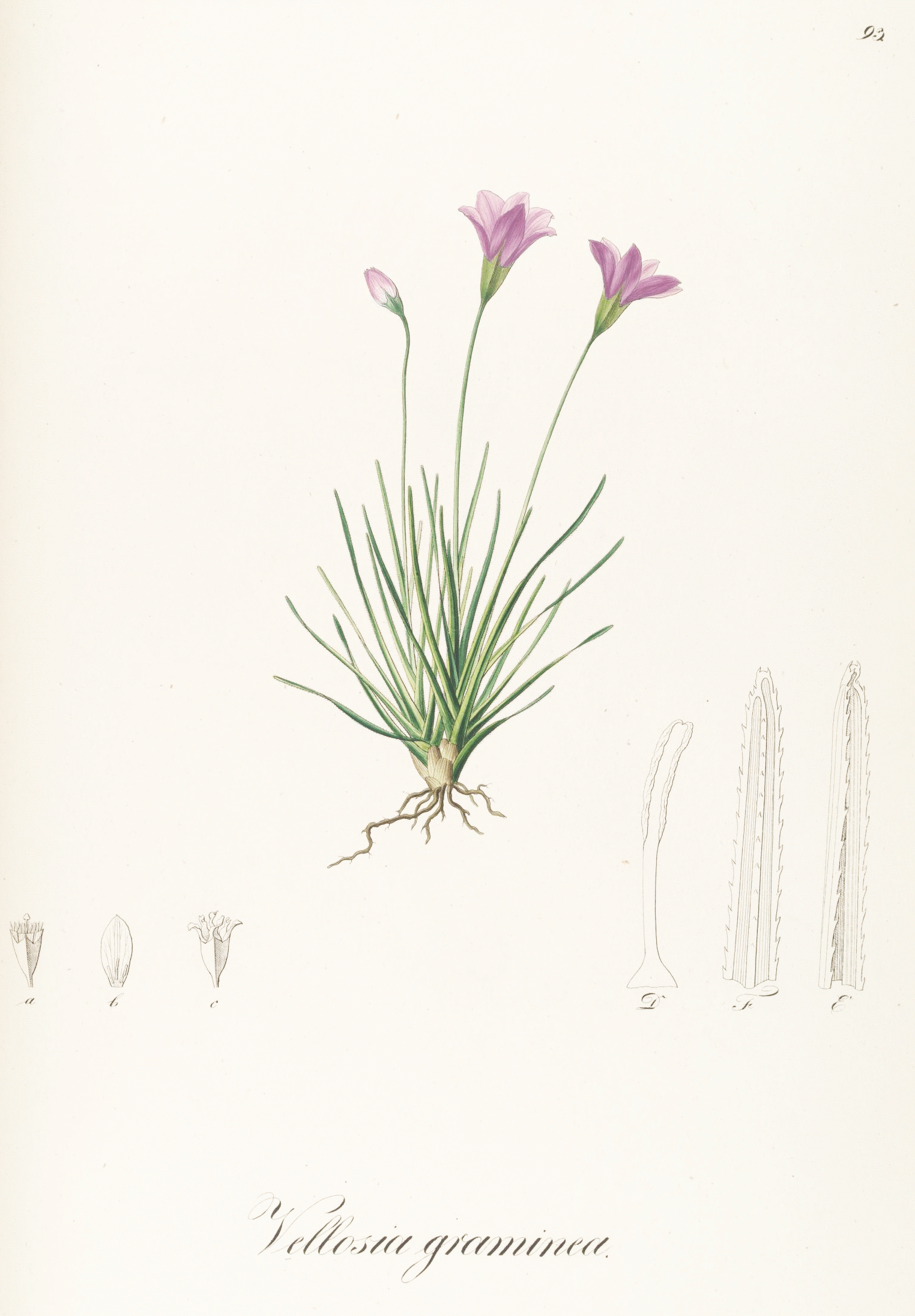
Vellozia graminea
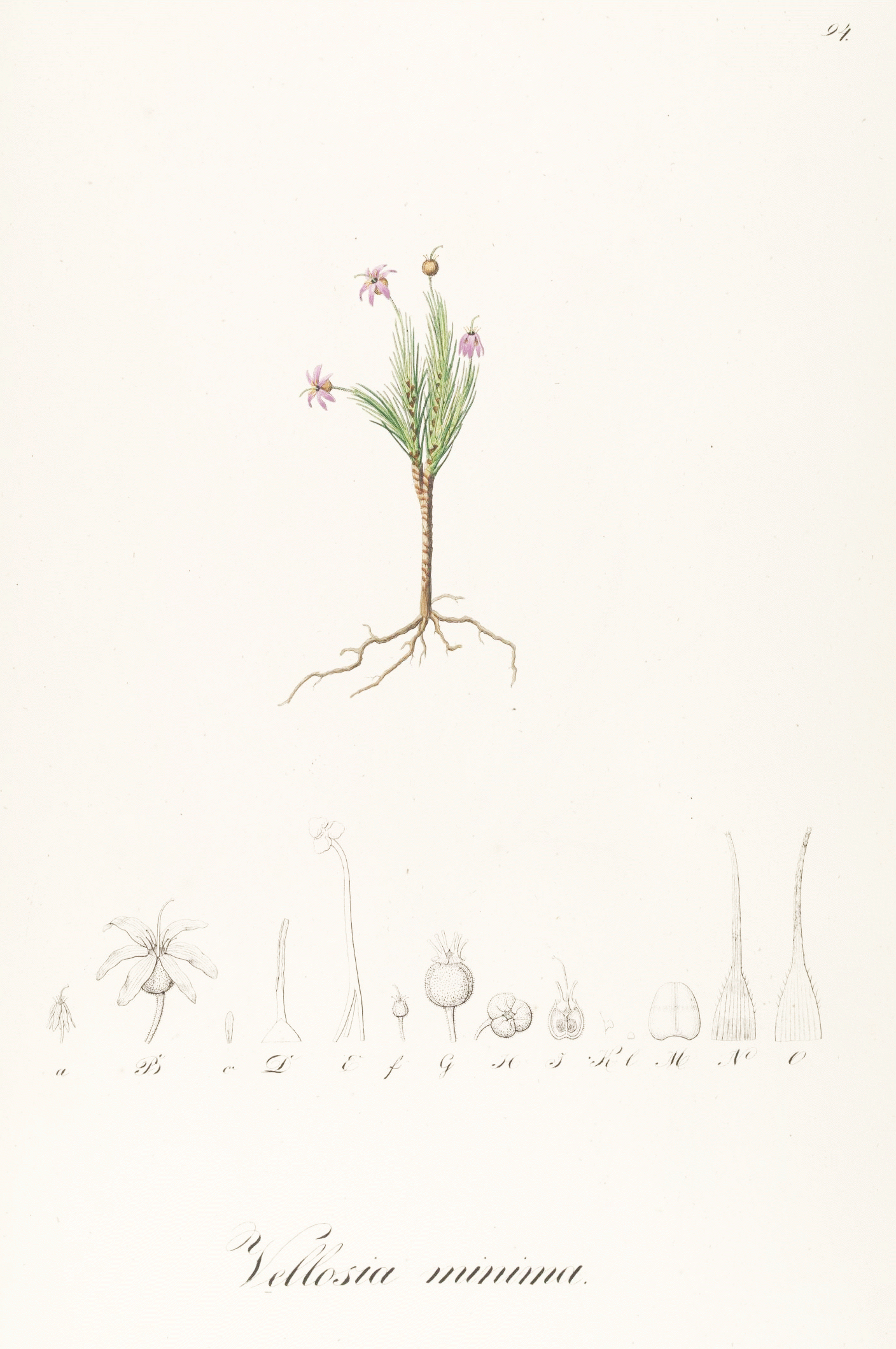
Vellozia minima
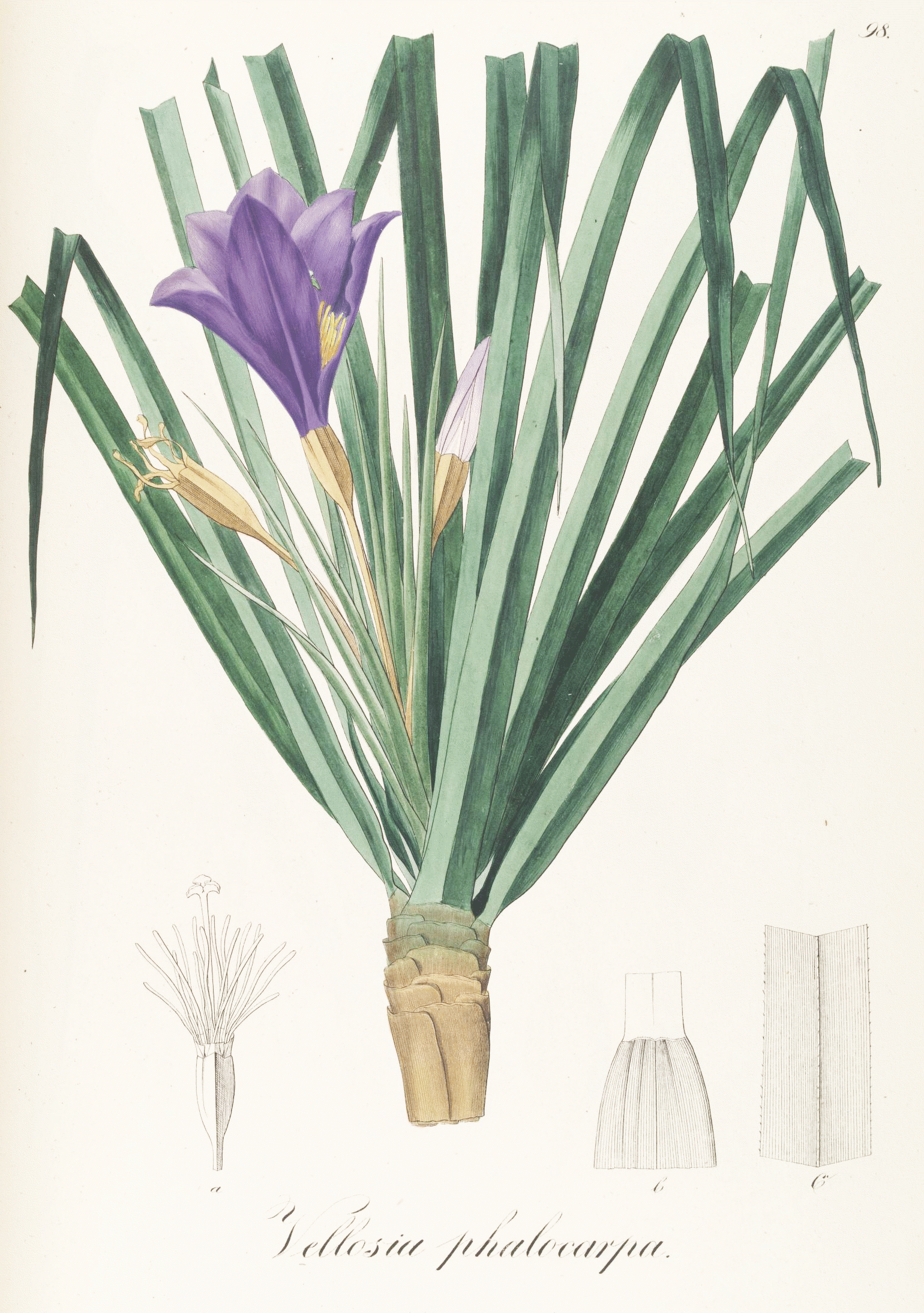
Vellozia phalocarpa
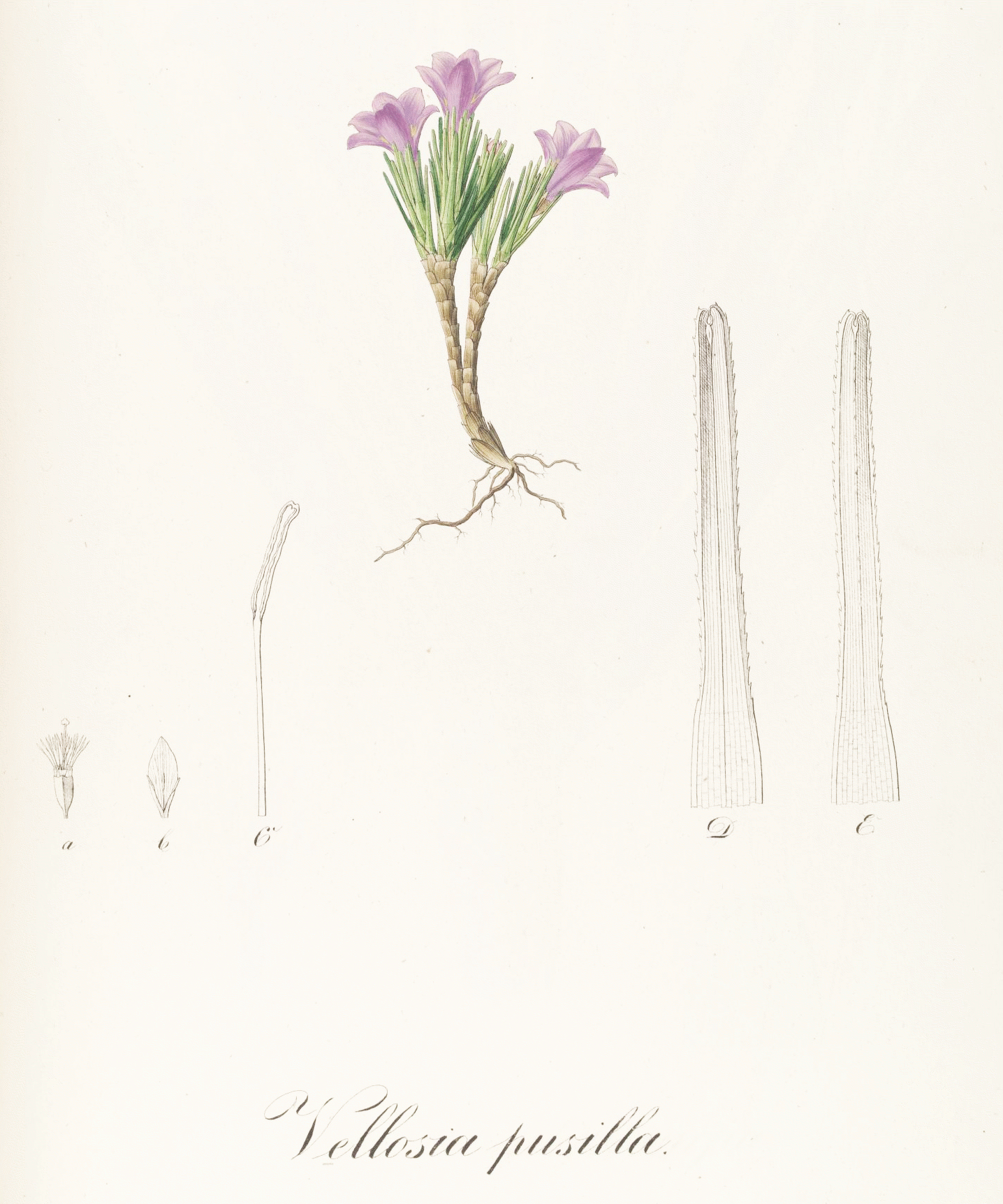
Vellozia pusilla
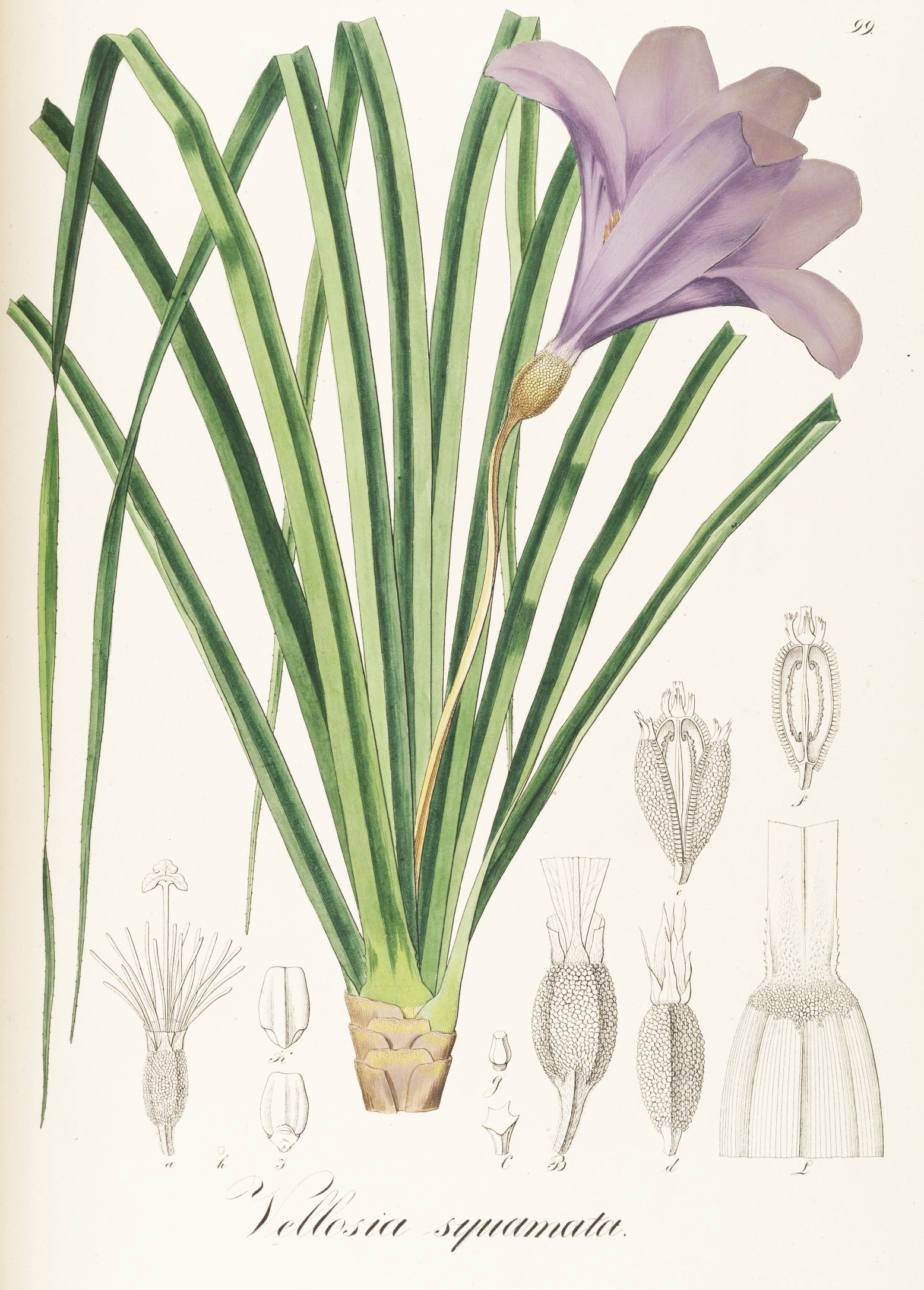
Vellozia squamata
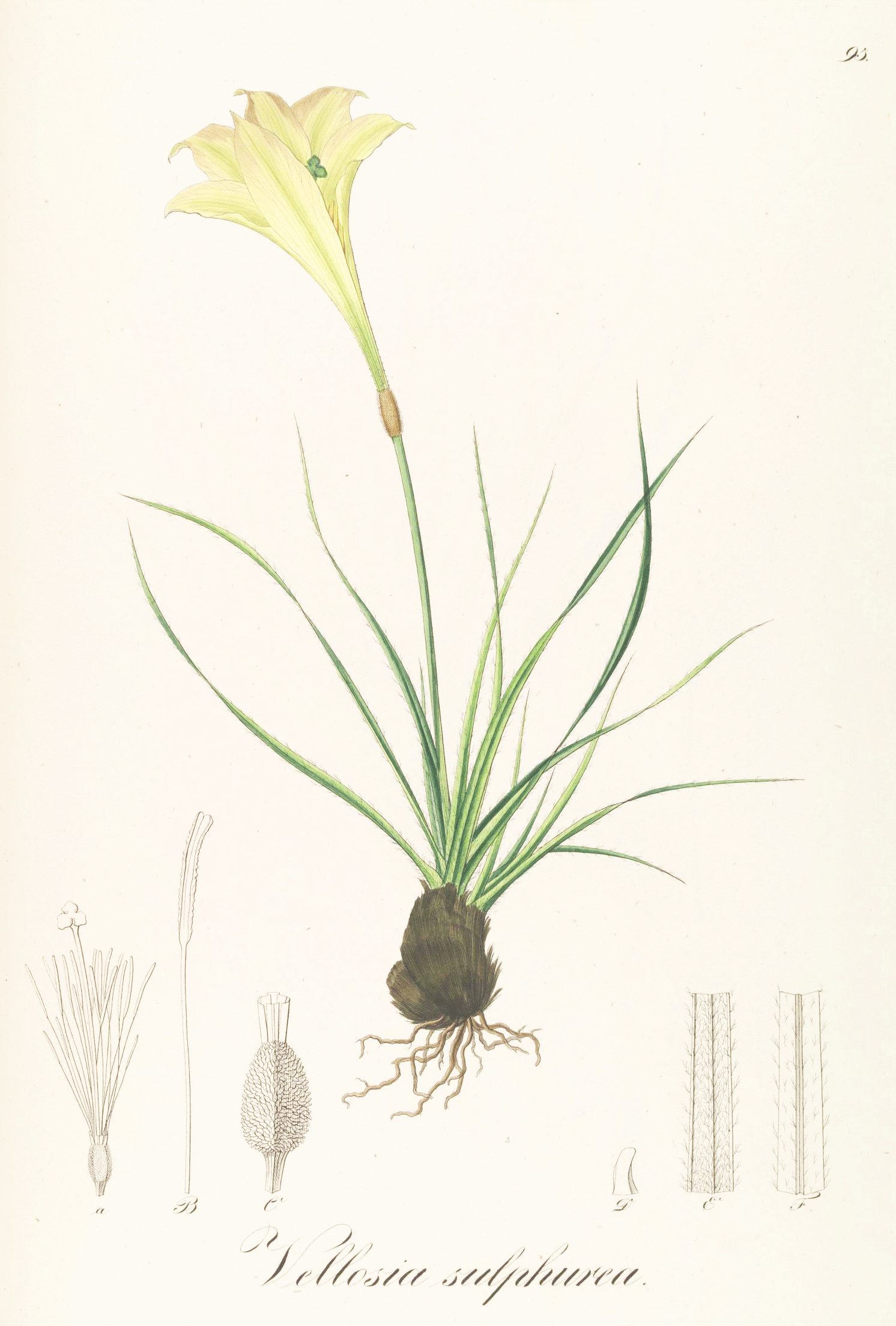
Vellozia sulphurea